# Euxoa cos
Euxoa cos là một loài bướm đêm thuộc họ Noctuidae. Nó được tìm thấy ở miền nam châu Âu, Cận Đông và Trung Đông.
Con trưởng thành bay vào tháng 9 đến tháng 10. Có một lứa một năm.
The larvae feed partly subterraneous on nhiều loại thực vật thân thảo.

## Phụ loài
- Euxoa cos cos
- Euxoa cos crimaea